# Ruth Waghalter
Ruth Waghalter, verheiratete Müller (* 24. April 1914 in Berlin; † 1943 in Auschwitz), war eine deutsche Pianistin, die zum Opfer des Faschismus wurde.

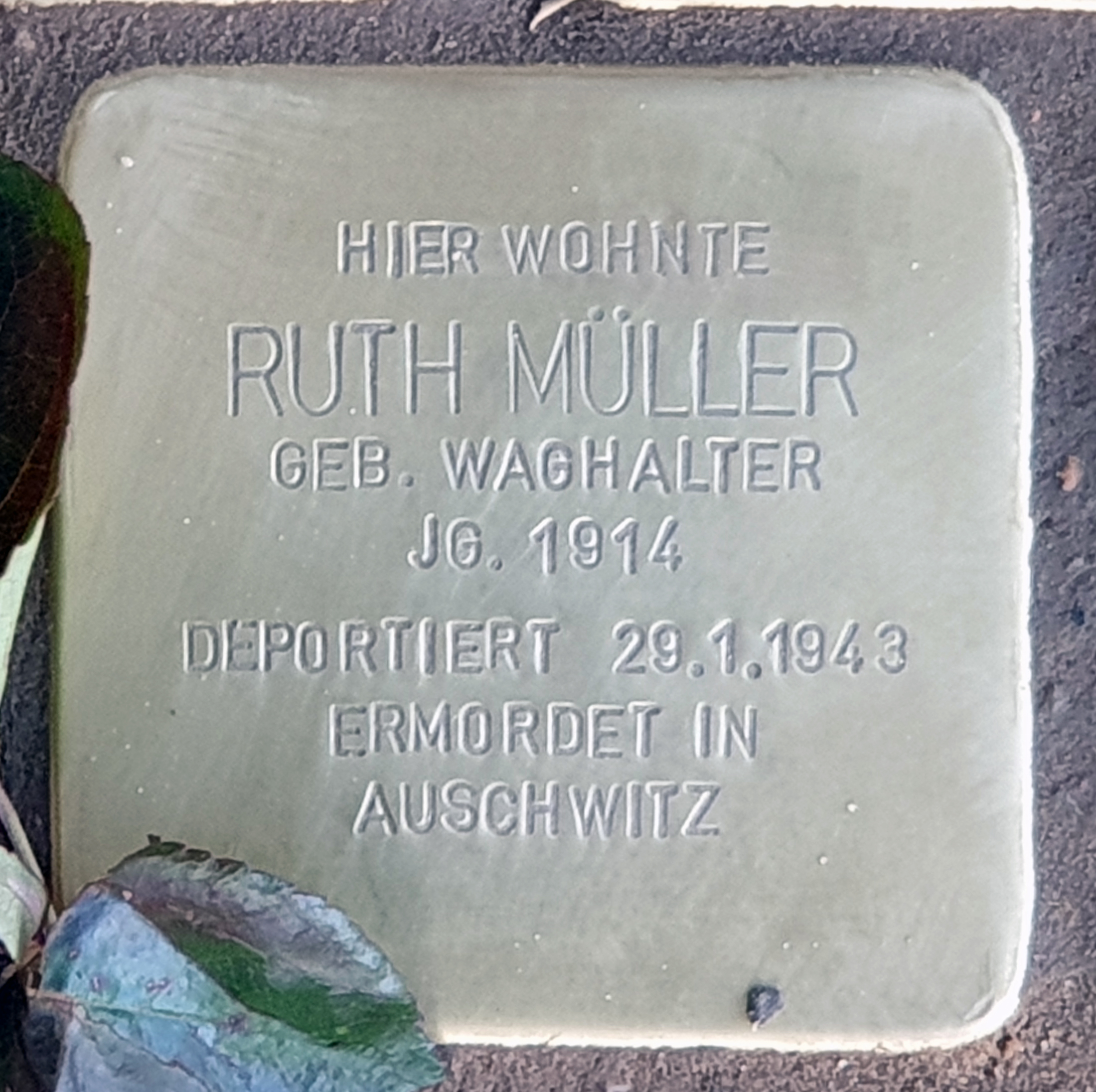
Stolperstein

## Leben
Ruth war eine Vertreterin der fünften Generation der polnischen Geigerfamilie Waghalter, die Tochter von Wladyslaw Waghalter und Johanna Waghalter geborene Neumanovics.
Ruth Waghalter wuchs mit ihren Eltern und ihrer Schwester Jolantha in der Brandenburgischen Straße 43 in Berlin-Wilmersdorf auf. Sie heiratete den Elektriker Heinrich Müller (* 5. November 1909 in Berlin). Das junge Paar lebte zeitweilig in Untermiete bei Lucie Moses in der Kaiserallee 17. Sie wurden zwangsweise in die Nassauische Straße 8 umquartiert.
Ruth, ihr Ehemann und ihre Mutter – wie auch Lucie Moses – wurden am 29. Januar 1943 im sogenannten „27. Osttransport“ mit 996 weiteren jüdischen Berlinern nach Auschwitz deportiert. Die Frauen wurden vermutlich kurz nach ihrer Ankunft ermordet. Für Heinrich Müller ist das Todesdatum 11. Februar 1943 überliefert.
Vor dem Wohnhaus der Familie in Berlin-Wilmersdorf wurde am 16. Juni 2022 ein Stolperstein für Ruth Waghalter verlegt.